# Сент-Френсіс (Вісконсин)
Сент-Френсіс (англ. St. Francis) — місто (англ. city) в США, в окрузі Мілвокі штату Вісконсин. Населення — 9161 особа (2020).

## Географія
Сент-Френсіс розташований за координатами 42°58′18″ пн. ш. 87°52′23″ зх. д. / 42.97167° пн. ш. 87.87306° зх. д. (42.971636, -87.873106).  За даними Бюро перепису населення США в 2010 році місто мало площу 6,60 км², уся площа — суходіл.

## Демографія
Згідно з переписом 2010 року, у місті мешкало 9365 осіб у 4494 домогосподарствах у складі 2210 родин. Густота населення становила 1419 осіб/км².  Було 4828 помешкань (732/км²).
Расовий склад населення:
| - 88,8 % — білих - 2,7 % — чорних або афроамериканців - 2,1 % — азіатів - 1,0 % — корінних американців - 2,8 % — осіб інших рас |

До двох чи більше рас належало 2,5 %. Частка іспаномовних становила 9,4 % від усіх жителів.
За віковим діапазоном населення розподілялося таким чином: 15,9 % — особи молодші 18 років, 66,6 % — особи у віці 18—64 років, 17,5 % — особи у віці 65 років та старші. Медіана віку мешканця становила 42,0 року. На 100 осіб жіночої статі у місті припадало 94,5 чоловіків;  на 100 жінок у віці від 18 років та старших — 92,7 чоловіків також старших 18 років.
Середній дохід на одне домашнє господарство  становив 53 745 доларів США (медіана — 42 808), а середній дохід на одну сім'ю — 73 620 доларів (медіана — 62 802). Медіана доходів становила 50 819 доларів для чоловіків та 37 948 доларів для жінок. За межею бідності перебувало 11,9 % осіб, у тому числі 11,3 % дітей у віці до 18 років та 17,4 % осіб у віці 65 років та старших.
Цивільне працевлаштоване населення становило 5294 особи. Основні галузі зайнятості: освіта, охорона здоров'я та соціальна допомога — 21,5 %, виробництво — 16,6 %, науковці, спеціалісти, менеджери — 12,2 %, мистецтво, розваги та відпочинок — 10,4 %.